# Московская паника 1941 года
Моско́вская па́ника 1941 го́да — события, происходившие в столице Советского Союза во время ожесточённых боёв с наступающими на город немецкими войсками в ходе Великой Отечественной войны, когда 15, 16 и 17 октября 1941 года (после принятия Государственным комитетом обороны СССР секретного постановления от 15 октября 1941 года № 801 «Об эвакуации столицы СССР г. Москвы», предусматривавшего отъезд из Москвы советского правительства во главе с И. В. Сталиным) по столице распространились панические слухи, что её сдают немцам.

## Хроника событий 15-17 октября 1941 года в Москве
В эти дни десятки тысяч человек пытались выехать из города. Промышленные предприятия закрывались, работникам выдавали месячную зарплату. Начальник управления народного комиссариата юстиции Москвы бежал из города (с санкции секретаря московского комитета), а также издал приказ о роспуске судов.
Из московских и подмосковных тюрем начался вывоз заключённых, председателем ГКО И. В. Сталиным был отдан приказ расстрелять содержащихся в Лубянке «врагов народа». Перед закрытием из продовольственных магазинов стали раздавать прохожим продукты. Отмечались случаи нападения на эшелоны. Обстановку дополнительно дестабилизировали действия немецких диверсантов.
В Москве в это время появилась выпущенная подпольной организацией «Союз спасения Родины и революции» брошюра «Как охранить себя от холода» под авторством некоего И. С. Коровина, которая призывала к свержению «жидомасонской клики» Сталина и в целом была написана в пораженческих тонах.
Утром 16 октября Московское метро не открылось (единственный раз за всю его историю), так как велась подготовка к его уничтожению в соответствии с поступившим накануне указанием Л. М. Кагановича: «Метрополитен закрыть. Подготовить за три часа предложения по его уничтожению, разрушить объекты любым способом», но уже днём 16 октября начались работы по его восстановлению, вечером прошёл первый поезд. В случае разрушения метрополитена москвичи лишились бы не столько транспортного сообщения, сколько защиты — возможности использовать станции и тоннели в качестве бомбо- и газоубежища. До отмены ГКО приказа о ликвидации метро рабочие успели полностью демонтировать эскалаторы на нескольких станциях, в частности, на станции «Динамо». Эвакуация граждан осуществлялась в том числе в составах, собранных из метровагонов.
В ожидании сдачи города немецким войскам был исполнен приказ об уничтожении вышки радиостанции имени Коминтерна, находившейся в 50 километрах восточнее Москвы.
Паника в столице прекратилась на четвёртый день, когда был издан приказ применять к трусам, паникёрам и мародёрам, любые меры вплоть до расстрела.
По оценке ведущего научного сотрудника Института российской истории РАН Елены Сенявской, в значительной степени ситуацию переломило выступление по радио председателя Моссовета В. П. Пронина, после которого на следующий день паническое бегство прекратилось, город изменился, на улицах появились военные и милицейские патрули, заработали такси.
Также 17 октября по радио с опровержением слухов о планируемой сдаче столицы выступал глава городской парторганизации А. С. Щербаков.

## В культуре

### В литературе
- Михаил Коряков был невольным участником событий октября 41 года в Москве и оставил в мемуарах «Освобождение души» их описание:

Юркий, как вьюн, мелкорослый человечек, по виду железнодорожник, поддержал бабий разговор:

— Кондуктора наши из Уфы приехали. Рассказывают набежало туда населения — два миллиона! И все жены этих… ответственных! Деньги, страшно поверить, гражданка, пачками в чемоданах везут. Цены в Уфе не-во-о-обра-зи-мые! Местному жителю стало не подступиться, ложись и с голоду помирай. Вот чего они в этой эвакуации понаделали.

Бабы заверещали:

— Давно бы надо распотрошить чемоданчики ихние.

— Взяться бы всем народом… везде бы поустраивать им вот такие остановки.

Железнодорожник — петушиным кукареком:

— Станция Березайка… вылезай-ка!

Шныркие, узко посаженные белые глазки его остановились на пожилом и тучном человеке в брезентовом дождевике и каракулевом картузе, стоявшем около машины.

— Вам, гражданин, до Уфы?
Так он вспоминает ожидание выступления Пронина:

Все ждали, что сейчас скажет председатель Моссовета. Нетерпеливые кидали взгляды на башенные часы. Большие, заостренные, как мечи, стрелки подходили к десяти. В назначенную минуту в рупоре захрипело, забулькало. Из шума, треска выделился равнодушный голос диктора:
— Внимание, внимание.
Ветровым шелестом пронеслось:
— Пронин! Пронин!
Но то был не Пронин. Диктор объявил:
— Передаем постановление Московского совета о подготовке к отопительному сезону.
Растерянность отразилась на лицах слушателей. Вместо трижды объявленного и дважды отложенного выступления председателя Моссовета начали читать какое-то давнее постановление, наугад выхваченное из первой подвернувшейся под руку папки. Некоторое время народ слушал глухое монотонное чтение. В тяжелой тишине выметнулись злые крики:
— Ищи ветра в поле!

— Куда там! Его в Ташкенте искать надо.

— Ихнему брату самолеты готовые держат в Тушине.

— Вот те и правители… Бросили народ — делай, как знаешь.

— Народ, гражданка, свое знает… Вы не слыхали, что на заводах деется? Я только что с Изолита, от Преображенской заставы. Ого-го!

/…/ Наэлектризованная толпа жадно ловила слухи. Публику, однако, сдерживало то, что ждали Пронина: выступит и объяснит, в чем дело, чего ждать, к чему приготовиться. В эту минуту народу надо было в кого-то верить, кому-то довериться: верили в Пронина, голову столицы. Но оказалось, что Пронина тоже… ищи ветра в поле! Накопившийся заряд разрядился. Трахнула молния.— Михаил Коряков — «Освобождение души»
- Владимир Ставский упоминает беспорядки в своём «Фронтовом дневнике».
- Маргарита Веттлин, ссылаясь на жену писателя Бориса Чёрного, приводит фразу последней «После нашего отъезда из Москвы, 16-го октября, я потеряла вкус к отъездам в последнюю минуту».
- Генри Кассиди в книге «Московская хроника» пишет: «В течение трех дней после 15-го октября было немало волнений».
- Русский поэт Наум Коржавин посвятил московской панике 1941 года стихотворение «16 октября».
- Советский писатель Константин Симонов в романе «Живые и мёртвые» упоминал события 16 октября:

Десятки и сотни тысяч людей, спасаясь от немцев, поднялись и бросились в этот день вон из Москвы, залили её улицы и площади сплошным потоком, нёсшимся к вокзалам и уходившим на восток шоссе".
Однако он предостерегал читателей от однозначной оценки поведения всех жителей города:

В самой Москве было достаточно людей, делавших всё, что было в их силах, чтобы не сдать её. И именно поэтому она и не была сдана. Но положение на фронте под Москвой и впрямь, казалось, складывалось самым роковым образом за всю войну, и многие в Москве в этот день были в отчаянии готовы поверить, что завтра в неё войдут немцы. Как всегда в такие трагические минуты, твёрдая вера и незаметная работа первых ещё не была для всех очевидна, ещё только обещала принести свои плоды, а растерянность, и горе, и ужас, и отчаяние вторых били в глаза.

### В кинематографе
- В фильме «Брызги шампанского» (1989) (режиссёр Станислав Говорухин, в основе картины — повесть писателя-фронтовика Вячеслава Кондратьева «Отпуск по ранению») происходит разговор, затрагивающий события 16 октября (54-я минута фильма):

— Выпьем, чтобы октябрь 41-го больше не повторился.

— Вот это верно.

— Про октябрь я что-то не понял.

— О, вы не были тут 16 октября.

— Так что ж тут такого было 16 октября?

— Кошмар! Паника!

— Ужас! Вспомнить страшно.

— Грабили магазины. По сути, город был открыт. Счастье, что немцы не поняли этого. Да, чудо нас спасло. Чудо.
- В киноэпопее «Битва за Москву» (1985) (режиссёр Юрий Озеров) паника обозначена несколькими кадрами эвакуации Генштаба РККА, на фоне которой также изображены гражданские москвичи, отчаянно пытающиеся уехать из столицы[19].
- В многосерийном фильме «Рожденная революцией» (1974—1977) (режиссёр Григорий Кохан), посвящённом работе милиции, 7-я серия — «В ночь на 20-е» начинается вечером 19 октября 1941 года в Москве. Таким образом, действие происходит в Москве во время наступления немцев в октябре 1941 года. Главный герой фильма — сотрудник угро Николай Кондратьев занимается поиском мародёров, паникёров и вражеских диверсантов в Москве. Он руководит милицейским отрядом, имея приказ — расстреливать без суда и следствия застигнутых на месте преступления грабителей, мародеров и провокаторов.

## Засекречивание
Как и многие другие связанные с войной темы, тема московской паники в октябре 1941 года была строго табуирована в советской историографии и СМИ. Текст постановления Государственного Комитета Обороны от 15 октября 1941 года (решение об эвакуации из Москвы) не публиковался полностью до конца 1980-х годов.